# Ixtab
Ixtab war nach Diego de Landa in der Mythologie der Maya die Göttin des Suizids. In der yukatekischen Maya-Kultur wurde die Selbsttötung, speziell die durch Erhängen, unter Umständen als ehrenhafter Weg zu sterben betrachtet, vergleichbar mit dem Tod von Kriegern im Kampf, von Geopferten oder von bei der Geburt gestorbenen Frauen. Ixtab übernahm dabei die Rolle eines Psychopompos und begleitete die Seelen der durch Suizid aus dem Leben geschiedenen Personen ins Paradies, in das sie ohne Umweg über die Unterwelt Xibalbá gelangten. Zur Darstellung dieser Gottheit wurde das Bild einer am Strick hängenden toten Frau verwendet.